# Gabriel Adlerbrant
Gabriel Adlerbrant, född den 8 december 1748 på Orraryds herrgård, Nöbbele socken, Kronobergs län, död den 19 januari 1820 i Jönköping, var en svensk jurist. Han var måg till Anders Lundeberg och far till Thure Gabriel Adlerbrant.
Adlerbrant blev auskultant i Göta hovrätt 1765, extra ordinarie notarie där 1768, kanslist 1769, ordinarie notarie 1773, tillförordnad domhavande 1774, häradshövding i Tveta och Mo häraders domsaga 1780, assessor i Göta hovrätt 1786 och hovrättsråd där 1796. Han blev riddare av Nordstjärneorden 1801.